# HMS Glasgow (C21)
HMS Glasgow (21) là một tàu tuần dương hạng nhẹ của Hải quân Hoàng gia Anh Quốc thuộc lớp Town (1936), từng phục vụ trong Chiến tranh Thế giới thứ hai trước khi được cho ngừng hoạt động và tháo dỡ vào năm 1958.

## Thiết kế và chế tạo
Lớp tàu tuần dương Town bao gồm 10 chiếc được Hải quân Anh chế tạo trước Thế Chiến II, được thiết kế nhằm tuân thủ những hạn chế đặt ra bởi Hiệp ước Hải quân London năm 1930, có trọng lượng choán nước 11.930 tấn và tốc độ tối đa 32 knot (59 km/h). Chúng được trang bị dàn pháo chính 152 mm (6 inch); bao gồm ba lớp phụ riêng biệt, trong đó Glasgow thuộc về lớp phụ đầu tiên Southampton. Nó được đặt lườn tại xưởng đóng tàu của hãng Scott tại Greenock vào ngày 16 tháng 4 năm 1935, được hạ thủy vào ngày 20 tháng 6 năm 1936 và được đưa ra hoạt động vào ngày 9 tháng 9 năm 1937

## Lịch sử hoạt động
Glasgow thoạt tiên được phân về Hải đội Tuần dương 2 thuộc Hạm đội Nhà, và đã từng hộ tống Vua George VI và Hoàng hậu đi Canada năm 1939. Nó cũng từng tham gia vận chuyển một lượng lớn dự trữ vàng của Anh Quốc sang Hoa Kỳ vì lý do an toàn.

### Chiến dịch Na Uy

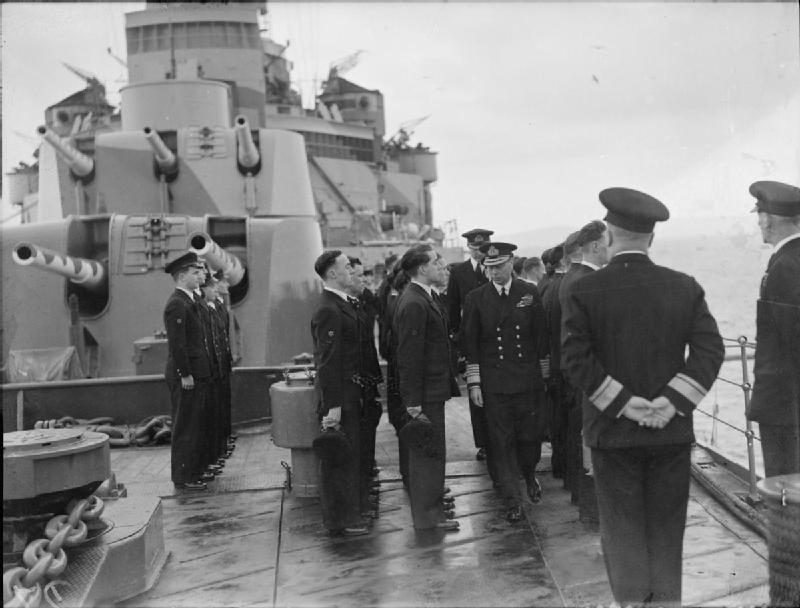
Vua George VI, trong trang phục Thủy sư Đô đốc Hải quân Anh, đang duyệt qua hàng quân của HMS Glasgow tại Scapa Flow trong chuyến viếng thăm Hạm đội Nhà kéo dài bốn ngày. Hai tháp pháo 6 inch phía trước Glasgow có thể thấy ở phía hậu cảnh

Đại tá Hải quân Frank Pegram trở thành chỉ huy của Glasgow từ tháng 7 năm 1939 đến tháng 4 năm 1940. Vào lúc chiến tranh nổ ra, nó hoạt động ngoài khơi bờ biển Scandinavia, và vào tháng 11 có mặt ngoài khơi bờ biển Na Uy cùng với hai tàu khu trục với hy vọng ngăn chặn được chiếc tàu biển chở hành khách Đức SS Bremen đang lên đường từ Murmansk. Việc này đã không thành công, nhưng vào ngày 12 tháng 2 năm 1940, nó chiếm giữ được chiếc tàu buôn Đức Herrlichkeit ngoài khơi Tromsø. Đến ngày 9 tháng 4, nó bị các máy bay ném bom Junkers Ju 88 và Heinkel He 111 tấn công ngoài khơi Bergen, và bị hư hại nhẹ do những quả bom ném suýt trúng. Vào ngày 11 tháng 4 năm 1940, trong Chiến dịch Na Uy, Glasgow cùng với tàu tuần dương HMS Sheffield và sáu tàu khu trục lớp Tribal cho đổ bộ lực lượng lên Harstad, và ba ngày sau đó, 14 tháng 4, lại cùng với Sheffield và mười tàu khu trục cho đổ bộ một đơn vị Thủy binh Hoàng gia tiền phương lên Namsos để chiếm giữ bến tàu cùng các con đường ra vào thị trấn, chuẩn bị cho việc đổ bộ một lực lượng lớn Đồng Minh. Ngày 23 tháng 4, Glasgow, Sheffield, HMS Galatea và sáu tàu khu trục cho đổ bộ những đơn vị đầu tiên của Lữ đoàn Bộ binh 15 lên Åndalsnes.
Ngày 29 tháng 4 năm 1940, Glasgow đã di tản Vua Haakon và Hoàng thái tử Olav của Na Uy cùng một phần dự trữ vàng của vương quốc này, khi họ đào thoát từ Molde đến Tromsø né tránh cuộc xâm chiếm của quân đội Đức Quốc xã. Trong khi hoạt động tại vùng biển nhà sau khi rút lui khỏi Na Uy, Glasgow gặp tai nạn đâm phải và làm chìm tàu khu trục HMS Imogen trong hoàn cảnh thời tiết sương mù dày đặc ngoài khơi Duncansby Head vào ngày 16 tháng 7.

### Địa Trung Hải
Sau đó Glasgow được giao nhiệm vụ hộ tống vận tải tại Địa Trung Hải và như một lực lượng tăng cường cho Hải đội Tuần dương 3 đặt căn cứ tại Alexandria. Nó đã tham gia cuộc tấn công của Không lực Hải quân Hoàng gia đánh hỏng hạ đội Ý tại Taranto; và vào ngày 14 tháng 11 năm 1940 nó cùng với HMS Berwick, HMAS Sydney và HMS York cho đổ bộ 3.400 binh lính từ Alexandria lên Piraeus. Sang ngày 26 tháng 11, nó cùng với HMS Gloucester và HMS York hộ tống một đoàn tàu vận tải tiếp liệu từ Alexandria đến Malta. Vào ngày 3 tháng 12, Glasgow bị máy bay Ý tấn công trong khi đang thả neo tại vịnh Souda, Crete. Nó bị đánh trúng trúng hai quả ngư lôi và bị hư hại hại nặng; nhưng vẫn có thể quay trở về Alexandria, nơi nó được sửa chữa tạm thời. Trong giai đoạn này nó được tạm thời thay phiên bởi chiếc HMS Southampton.

### Viễn Đông
Vào tháng 1 năm 1941, Glasgow được điều về Hạm đội Viễn Đông và lên đường đi Singapore; khi đến nơi nó tiến hành sửa chữa thêm. Trong tháng 2, thiết giáp hạm bỏ túi Đức Admiral Scheer đã đánh chìm các tàu chở hàng Canadian Cruiser và Rantaupandjang trong Ấn Độ Dương; cả hai đều đã kịp gửi tín hiệu cầu cứu và được thu nhận bởi Glasgow, vốn đang được bố trí để truy tìm con tàu Đức. Vào ngày 22 tháng 2, Admiral Scheer bị máy bay trinh sát của Glasgow phát hiện, và Lực lượng Đặc nhiệm Đông Ấn được điều đến khu vực liên quan. Tuy nhiên Admiral Scheer đã thoát được nhờ chuyển hướng về phía Đông Nam, và mọi việc truy lùng sau đó không mang lại kết quả.
Vào tháng 3, cùng với tàu tuần dương HMS Caledon, hai tàu tuần dương phụ trợ, hai tàu khu trục và hai tàu chống tàu ngầm của Hải quân Hoàng gia Ấn Độ, Glasgow đã hộ tống hai tàu vận tải chuyển quân đưa hai tiểu đoàn quân Ấn Độ và một đội biệt kích Somali đổ bộ lên cả hai phía của Berbera ở Somaliland, vốn đang bị Ý chiếm đóng. Chỉ có những sự kháng cự yếu ớt từ phía đối phương, vốn nhanh chóng bị dập tắt bởi hải pháo của Glasgow và các tàu cùng đi.
Vào nữa đêm ngày 9 tháng 12 năm 1941, Glasgow vô tình đánh chìm tàu tuần tra HMIS Prabhavati của Hải quân Hoàng gia Ấn Độ đang kéo theo hai tàu hải đăng trên đường đi đến Karachi, bằng đạn pháo 6 inch ở khoảng cách 6.000 yard. Chiếc Prabhavati bị nhận diện nhầm là một tàu ngầm Nhật Bản đang di chuyển trên mặt biển. Glasgow đã cứu vớt những người sống sót và đưa họ đến Bombay ba ngày sau đó.
Ngày 19 tháng 3 năm 1942, Glasgow hộ tống đoàn tàu vận tải WS-16 đi từ Anh Quốc đến Nam Phi. Đến tháng 4, trải qua đợt sửa chữa tạm thời tại Simonstown, Nam Phi; rồi nó lên đường đi Hoa Kỳ để được sửa chữa triệt để, và hoàn tất vào tháng 8. Nó quay trở về Anh Quốc để gia nhập Hải đội Tuần dương 10 tại Scapa Flow, và được giao vai trò hộ tống các đoàn tàu vận tải Bắc Cực.

### Biển Bắc Cực và vùng biển nhà

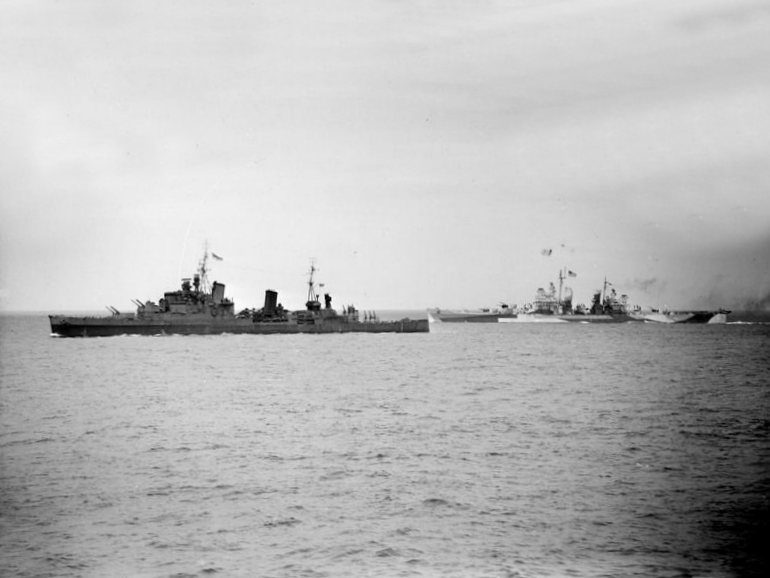
HMS Glasgow (phải) và USS Quincy (trái) đang bắn phá Cherbourg hỗ trợ cho cuộc tiến quân của lực lượng Đồng Minh, tháng 6 năm 1944.

Glasgow hộ tống các đoàn tàu vận tải vượt biển Bắc Cực sang Liên Xô trong tháng 1 và tháng 2 năm 1943. Vào tháng 3, nó đánh chặn chiếc tàu buôn Đức Regensburg đang vượt vòng phong tỏa trong eo biển Đan Mạch, nhưng thủy thủ đoàn chiếc tàu buôn đã tự đánh đắm tàu, và Glasgow vớt được sáu người sống sót. Trong tháng 6 và tháng 7, nó bảo vệ cho các nhóm hộ tống trong vịnh Biscay, rồi sau đó quay trở về Plymouth.
Đến tháng 12, Glasgow nằm trong thành phần lực lượng tham gia Chiến dịch Stonewall; và vào cuối tháng 12, nó cùng với tàu tuần dương HMS Enterprise đối đầu trong vòng ba giờ cùng mười một tàu khu trục đối phương, trong đó ba chiếc bị đánh chìm và bốn chiếc khác bị hư hại bởi hỏa lực pháo. Sau trận này nó an toàn quay trở về Plymouth cho dù phải chịu đựng nhiều đợt không kích bằng bom lượn.
Ngày 6 tháng 6 năm 1944, Glasgow tham gia Chiến dịch Neptune. Nó cùng các thiết giáp hạm Mỹ USS Texas và USS Arkansas, các tàu tuần dương Pháp Montcalm và Georges Leygues, chín tàu khu trục Mỹ cùng ba tàu khu trục lớp Hunt hình thành nên Lực lượng Hỏa lực Hỗ trợ C cho bãi Omaha. Trong các ngày 25-26 tháng 6, để hỗ trợ cho cuộc tấn công của Quân đoàn Bộ binh 7 Hoa Kỳ tại Cherbourg, Glasgow cùng với tàu tuần dương hạng nặng Mỹ USS Quincy đấu pháo cùng với các khẩu đội Đức gần Querqueville, nơi nó bị hư hại do bị đạn pháo bắn trúng. Sang tháng 8 năm 1945, nó lên đường đi sang Đông Ấn đảm nhiệm vai trò soái hạm của Tổng tư lệnh.

### Sau chiến tranh

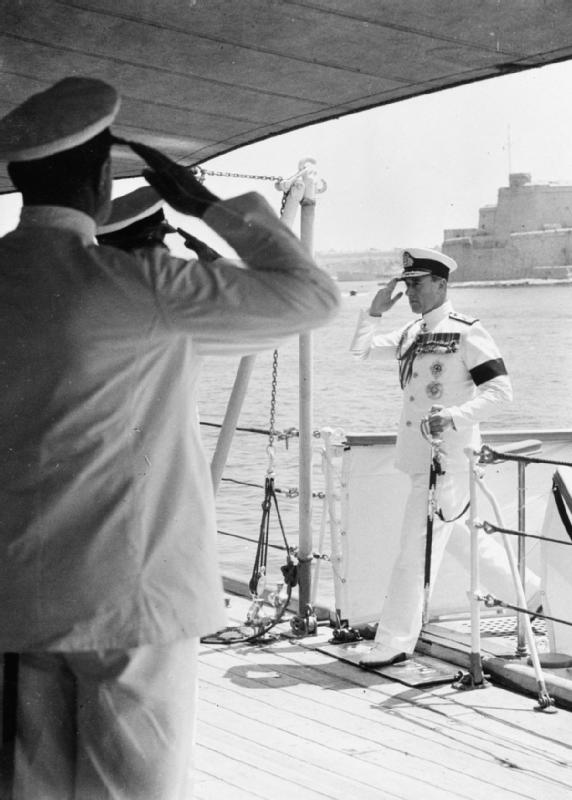
Đô đốc Mountbatten lên chiếc HMS Glasgow tại Malta tiếp nhận quyền chỉ huy Hạm đội Địa Trung Hải, ngày 16 tháng 5 năm 1952

Vào năm 1948 Glasgow được chuyển sang Tây Ấn trong vai trò soái hạm, rồi quay trở về Anh năm 1950. Vào năm 1951, nó trở thành soái hạm của Hạm đội Địa Trung Hải đặt căn cứ tại Malta dưới quyền chỉ huy của Đô đốc Bá tước Mountbatten. Vào năm 1953, nó tham gia những cảnh quay của bộ phim Sailor of the King. Vào tháng 8 năm 1954, Glasgow và HMS Gambia tham gia vào việc triệt thoái lực lượng Biệt kích Thủy binh Hoàng gia. Đến năm 1955, Glasgow quay trở về Anh Quốc gia nhập Hạm đội Nhà như soái hạm hải đội khu trục, nhưng được cho ngừng hoạt động không lâu sau đó. Vụ Khủng hoảng kênh đào Suez năm 1956 khiến Glasgow được cho tái hoạt động tạm thời, nhưng nó lại được ngừng hoạt động vào cuối năm đó. Nó bị cho là dư thừa đối với nhu cầu nên được đưa vào danh sách tháo dỡ vào tháng 11 năm 1956. Từ tháng 7 năm 1958, Glasgow được tháo dỡ tại Blyth bởi hãng Hughes Bolckow.